# Barbakane Wiener Neustadt

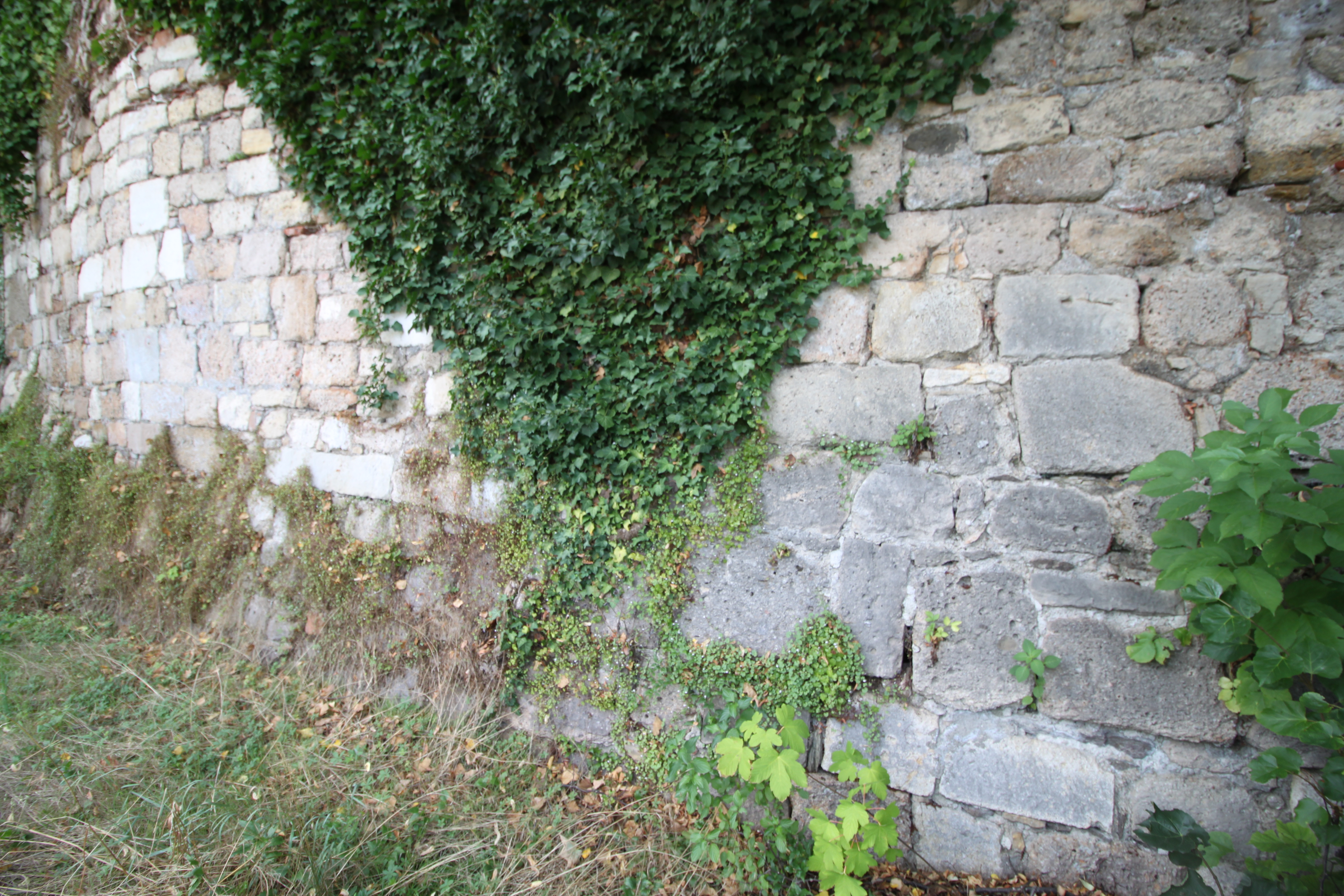
Barbakane Wiener Neustadt

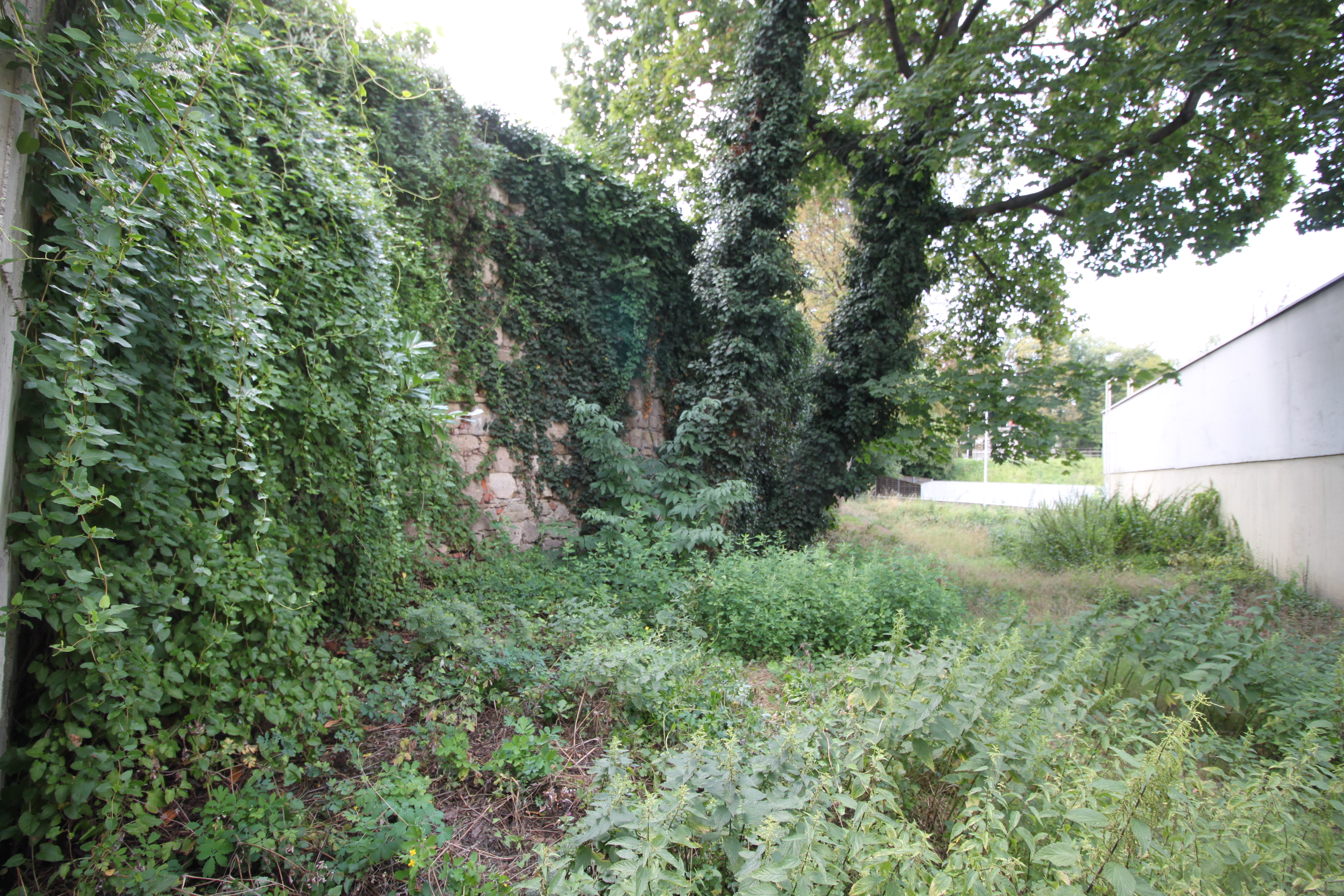
Barbakane links, Blick zum Stadtpark im Hintergrund

Die Barbakane Wiener Neustadt steht an der Neunkirchner Straße 38 bis 42 in der Statutarstadt Wiener Neustadt in Niederösterreich. Die Barbakane wurde von 1995 bis 1997 archäologisch untersucht.

## Lage
Zwischen dem Arbeitsamt auf Neunkirchner Straße 36 innerhalb der Stadtbefestigung und dem EVN-Gebäude Neunkirchner Straße 38 außerhalb der Stadtbefestigung verläuft die noch teils bestehende südliche Stadtmauer. An dieser Grenze standen beidseits die zwei Türme vom ehemaligen Neunkirchner Tor.

## Geschichte
Mit der Gründung und Absteckung 1192 wurde die Stadteinfassung mit einer Stadtmauer und Türmen und Toren begonnen. Zeitgleich wurde mit dem Bau des Kehrbachkanals für die Versorgung mit Nutzwasser begonnen, südlich des Stadtgrabens befand sich ein Kopfgraben (Sandfang) zur Klärung des Wassers.
Bereits 1427 war unmittelbar östlich des Neunkirchner Tores eine parallel zur Stadtmauer verlaufende rechteckige Bastei errichtet worden.
Mit der Entwicklung der Feuerwaffen und im Zusammenhang mit der Bedrohung durch die Osmanen mit der Schlacht von Mohacs (1526) und der Ersten Türkenbelagerung von Wien (1528/1529) wurde die Barbakane als notwendig erachtet. Die Barbakane wurde um 1520/1525 erbaut. Sie schützte nicht nur das Neunkirchner Tor, sondern auch den unmittelbaren Zufluss des Kehrbaches in den Stadtgraben und die Nutzwasserbrücke in die Stadt. 
In der Mitte des 19. Jahrhunderts wurden die Aufbauten der vorgelagerten Barbakane (Bastei) abgebrochen. Die heutige Brüstungsmauer bzw. Mauerabschluss ist innen ca. 1 m hoch.
Im Bereich des nördlichen Endes der äußeren Basteimauer wurde 1868 die Glockengießerei Hilzer errichtet. Die Fundamente wurden bei der Grabung bekannt. Es gab eine größere und eine kleinere Gusskammer, die Reste der Schmelzöfen standen bei und auf der Basteimauer, wo sich Rauchfänge mit starken Versinterungen befanden.
Das alte Gebäude übernahm 1937 die Niederösterreichische Elektrizitätswirtschafts-Aktiengesellschaft (NEWAG) für die Nutzung als Bezirksstelle. 1941 wurde im Krieg im Keller ein Luftschutzraum eingerichtet. Im Zuge der Errichtung des neuen EVN-Gebäudes 1995/1998 (das alte Gebäude wurde abgebrochen) nach den Plänen des Architekten Paul Katzberger entstand der Wunsch, die noch bestehenden Reste der Barbakane zu erforschen. Die Barbakane wurde so bebaut, dass der noch vorhandene Stadtgraben, die Stadtmauer und die Barbakane erkennbar und spürbar bleiben. Der Künstler Sol LeWitt thematisierte um 1997 die alte Stadtgrenze mit einer Wandarbeit an der Südfront der Stadtmauer beim Arbeitsamt mit der Farbe Rot als Zeichen der Stadt und des Zentrum und der Farbe Grün als Zeichen des Umlandes und der Natur.

## Architektur
Die Barbakane war ein rundansichtiger Baukörper vor dem Neunkirchner Tor, die Barbakane als Solitärkörper war von der Stadtmauer abgerückt, womit der Durchblick auf den Stadtgraben beibehalten wurde. Insofern nimmt sich das EVN-Gebäude von der Stadtmauer des Arbeitsamtgebäudes mit der hofseitigen Sala terrena etwas zurück, lässt einen Durchgang offen, wie auch hofseitig ein Gartenhof freigehalten wurde.
Die äußere Basteimauer ist kompakt in Bruchsteintechnik gemauert. Die äußere Schale wurde teils geböscht und in Quadertechnik erstellt. Die innere Basteimauer wurde bei den Grabungen bekannt, sie verläuft konzentrisch in einem Abstand von ca. 14,4 m zur äußeren Mauer.
Es wurden Räumlichkeiten der Glockengießerei Hilzer ergraben, dazu gehörig war ein gemauerter runder Brunnenschacht, auch eine größere Bronzeplatte als Gießrest wurde aufgefunden. Die Grabungen zeigten, dass die Barbakane teilweise nicht auf dem Urgelände der Stadtgründung 1192 steht, sondern teils in der Stadtgraben hineingebaut wurde, und die Fundamente der Barbakane auf Anschüttungen aus Bruchsteinen und Schotter stehen, teils wurden Ziegellagen auf Holzknüppeln festgestellt, wie auch Anlagerungen von Schlamm des Stadtgrabens und horizontale Einfärbungen durch unterschiedliche Wasserstände. Bemerkenswert waren Grabungsbefunde, die eine Nutzwasserführung in den Stadtbereich mit einer Brücke über den Stadtgraben nachweisen, die Wasserstandshorizonte des Nutzwassergrabens konnten ermittelt werden. Es wurden Teile der Fundamente der ehemaligen Zwingermauer ergraben, welche eine Dicke des Fundamentes von 3 Fuß (ca. 90 cm) zeigte.
Die Geometrie der Barbakane war durch konzentrische Kreise gebildet. Die Maßeinheiten waren Klafter mit 1,84 m bzw. 1 Fuß mit 30,67 cm. Der äußere Kreis tangierte mit einem Radius von 130 Fuß mit 39,87 m die Zwingermauer. Die derzeitige Mauerhöhe der äußeren Mauer nach dem teilweisen oberen Abbruch beträgt noch 7,1 m, die Breite der erhaltenen Mauerkrone 4,5 m. Der Stadtgraben wurde verlegt und umfloss die Barbakane. Der Zugang zur Stadt erfolgte über eine Stadtgrabenbrücke im Osten der Barbakane und konnte von der östlichen alten Bastei kontrolliert und verteidigt werden.